# آدامز، شهرستان دکاتور، ایندیانا
آدامز (به انگلیسی: Adams) یک منطقه مسکونی در ایالات متحده آمریکا است که در ایندیانا واقع شده‌است.

## خصوصیات
آدامز ۱۷۵ نفر جمعیت دارد و ۲۶۹٫۱۴ متر بالاتر از سطح دریا واقع شده‌است.